# George Barbier
Pour les articles homonymes, voir Barbier.
Cet article concerne l'artiste français. Pour l'acteur américain (1864-1945), voir George Barbier (acteur).
George Barbier (né à Nantes, le 16 octobre 1882 et mort à Paris, le 16 mars 1932) est un peintre, dessinateur de mode et illustrateur français. Il signe également sous le pseudonyme d'Edward W. Larry.

## Biographie

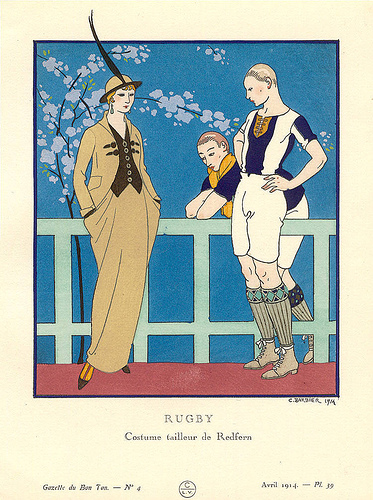
Costume tailleur de Redfern, illustration par George Barbier dans la Gazette du Bon Ton, avril 1914.

Georges Barbier est né dans la rue Contrescarpe à Nantes, le 16 octobre 1882, de Charles Barbier, épicier en gros, et de Marie Mathilde Ertaud.
Georges Barbier s'installe à Paris en 1908 pour suivre les cours de l'Académie Julian où il est élève de Jean-Paul Laurens. Il y rencontre notamment Jean-Louis Boussingault, André Dunoyer de Segonzac, Gustave Moreau, Bernard Boutet de Montvel, Pierre Brissaud, Henri Martin, Albert Besnard et Paul Iribe.
Dès 1910 il expose au Salon des humoristes sous le nom d'Édouard William Larry, puis l'année suivante, à la galerie Boutet de Monvel. De 1912 jusqu'à sa mort, il figure régulièrement au Salon des artistes décorateurs. En 1920, il participe à "La mode au XXe siècle vue par les peintres" au musée des Arts décoratifs à Paris.
Il travaille pour des journaux satiriques tels que Le Rire ou La Baïonnette puis pour des revues de mode : associé à Tommasso Antongini, il reprit le titre du Journal des dames et des modes (1797-1839), qu'il relança en juin 1912 et qui prit fin en août 1914, la Gazette du Bon Ton, à laquelle il livre non seulement des illustrations de mode mais aussi des textes, Modes et manières d'aujourd'hui, Les Feuillets d'art, Femina, Vogue France, Comœdia illustré, la Guirlande. Il réalise l'ex-libris de Jacques de Nouvion, directeur de cette dernière revue.
Il crée de nombreux décors et costumes pour le music-hall (dont ceux du cabaret parisien des Folies-Bergère en collaboration avec l'artiste et designer Erté), le théâtre ou le cinéma. On lui doit les costumes de Rudolph Valentino dans le film Monsieur Beaucaire (1924) de Sidney Olcott.
Il illustre des catalogues publicitaires et de nombreux livres, notamment ceux de Baudelaire, Théophile Gautier, Pierre Louÿs, Alfred de Musset, Verlaine. Son chef-d’œuvre est Falbalas et fanfreluches. Almanach des modes présentes passées et futures en cinq volumes, publié entre 1922 et 1925.
Au-delà de son activité de publiciste, il conçoit aussi des affiches, des catalogues, des éventails, des menus. Il dessine des bijoux pour Cartier et Lalique, imagine des verreries pour Murano.
L'influence des vases grecs, par des miniatures mogholes et persanes, d'Aubrey Beardsley et de Léon Bakst marqua profondément son style précis et élégant, typique de la facture Art déco.
George Barbier est mort à Paris en 1932. Il est enterré au cimetière Miséricorde à Nantes.

## Ouvrages illustrés

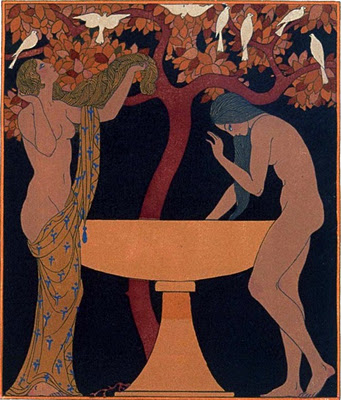
George Barbier, Les Chansons de Bilitis (1922).

- Edmond Rostand, "Œuvres Illustrées" collectif, en 7 volumes, Pierre Laffitte, 1910
- Renée de Brimont, Mirages, Émile-Paul, 1919
- Alfred de Musset, On ne badine pas avec l'amour, Paris, Georges Crès et Cie, 1920[9]
- René Boylesve, Le Carrosse aux deux lézards verts, Editions de la Guirlande, 1921
- René Boylesve, Les Bains de Bade, Paris, Georges Crès et Cie, 1921[10]
- Pierre Louÿs, Les Chansons de Bilitis, Paris, Pierre Courrard, 1922[11]
- Falbalas et Fanfreluches. Almanach des modes présentes, passées & futures pour 1922[12], 1923[13], 1924[14], 1925[15] et 1926[16], Paris, Jules Meynial, illustrés au pochoir
- Henri de Régnier, La Pécheresse, 1923[17]
- Richard Lagalienne, Romance of perfum, 1928
- Henri de Régnier, La Double Maîtresse, 1928[18]
- Paul Verlaine, Fêtes galantes, Henri Piazza, 1928[19]
- Marcel Schwob, Vies imaginaires, 1929[20]
- Théophile Gautier, Le Roman de la momie, 1929[21]
- Henri de Régnier, Les Rencontres de Monsieur de Bréot, Paris, A. & G. Mornay, 1930[22]
- Henri de Régnier, L’Escapade, collection les Beaux Livres, Paris, A. & G. Mornay, 1931, illustrations au pochoir
- Pierre Choderlos de Laclos, Les Liaisons dangereuses, Paris, Le Vasseur, 1934, t. I[23] et II[24]